# Brzozówka (powiat tarnowski)
Brzozówka – wieś w gminie Lisia Góra, w powiecie tarnowskim, w województwie małopolskim. Jest jednym z 11 sołectw gminy Lisia Góra.

## Położenie
Brzozówka leży na Płaskowyżu Tarnowskim. Graniczy z miejscowościami Pawęzów, Śmigno, Lisia Góra, Zaczarnie z Gminy Lisia Góra, oraz miastem powiatowym Tarnowem. Przez miejscowość przebiega droga krajowa nr 73 oraz autostrada A4.

## Historia
Brzozówka powstała w 1984 roku jako wieś na terenach: Zaczarnia, Lisiej Góry, Pawęzowa oraz Śmigna. Inicjatorami powstania wsi byli sami mieszkańcy, którzy w liczbie 166 gospodarstw domowych, zadeklarowali chęć powstania nowej wsi. Na początku było 783 mieszkańców, obecnie jest ich 1372. Zasadniczym impulsem do zjednoczenia wsi były podjęte działania gospodarcze w latach 1981–1983 (gazyfikacja, budowa wodociągu). W 1981 roku na terenie Brzozówki powstała Rolnicza Spółdzielnia Produkcyjna z Zaczarnia, zatrudniająca 40 pracowników. W roku 1990 na zebraniu wiejskim powołano komitet budowy telefonizacji wsi. Telefonizacja wykonywana była w czynie społecznym mieszkańców przy wsparciu Europejskiego Funduszu Pomocy Polskiej Wsi. W latach 1975–1998 miejscowość położona była w województwie tarnowskim. Uchwałą Rady Gminy Lisia Góra (Dz.U.W.M. nr 396 poz.2617) z dnia 31.05.2007, w Brzozówce nadano nazwy ulicom i zmieniono numerację porządkową.

## Edukacja
W Brzozówce funkcjonuje szkoła podstawowa im. Orląt Lwowskich. Po ustanowieniu nazw ulic szkoła ma adres Tarnowska 36.

## Parafia
Parafia Najświętszej Maryi Panny Wniebowziętej w Brzozówce należy do Dekanatu Tarnów Północ w Diecezji Tarnowskiej.
Parafia powstała z inicjatywy mieszkańców wsi Brzozówka oraz Zgromadzenia Synów Najświętszej Maryi Niepokalanej na czele z o. Francesco Puddu, Włochem z Sardynii, który był jej pierwszym proboszczem do listopada 2011 roku. Obecnie prowadzi ją o. Piotr Pacura SNMN pochodzący z Nowych Żukowic z o. Januszem Aleksandrem Kawą SNMN pochodzącym z miejscowości Śmigno oraz o. Raimundas Jurolaitis, Polakiem pochodzącym z Solecznik na Litwie. Znajduje się tutaj Dom Zakonny Zgromadzenia Synów Najświętszej Maryi Niepokalanej, w którym mieszkają zakonnicy różnych narodowości. Oficjalnie parafia została erygowana 8 grudnia 1994 roku przez biskupa Józefa Życińskiego.
Kościół parafialny pod wezwaniem Najświętszej Maryi Panny Wniebowziętej został wybudowany przez parafian, wznoszony początkowo jako kaplica z salą katechetyczną ostatecznie przybrał formę małego kościółka. Wykończony został dzięki pomocy Polonii amerykańskiej, Zgromadzenia Synów Najświętszej Maryi Niepokalanej oraz przyjaciół parafii z Włoch. Do 2009 roku w prezbiterium znajdował się obraz Najświętszej Maryi Panny Wniebowziętej, obecnie po remoncie umieszczono tam dwuczęściową ikonę Zaśnięcie Marii Panny, której dolna część przedstawia zaśnięcie Matki Bożej, a górna Maryję Wniebowziętą w otoczeniu aniołów.
Na terenie wsi znajduje się również kapliczka pochodząca z około 1850 roku wybudowana jako votum za oddalenie epidemii cholery, a ufundowana przez Sanguszków. Księżna Izabela Sanguszko z Lubomirskich, która zajmowała się budową, ofiarowała również barokowy obraz Matki Bożej z Dzieciątkiem z XVIII wieku pochodzący z Litwy lub Ukrainy, malowany według techniki malarstwa wschodniego. Wizerunek przytulonego do Matki Dzieciątka znany z ikony Włodzimierskiej w kompozycji używanej na wschodzie zwanej „umiljeniem” - typ Eleusa, czyli miłująca. Obecnie każdego roku w maju gromadzą się w kapliczce wierni na nabożeństwo majowe, w październiku wspólnie odmawiają modlitwę różańcową, w Niedzielę Palmową wyrusza stąd uroczysta procesja z palmami.